# Claudio Borghese
Claudio Borghese (Siena, 1532 – 1590) è stato un vescovo cattolico italiano.

## Biografia
Nobile senese della famiglia Borghese (o Borghesi), figlio del diplomatico Niccolò Borghese, studiò sin dalla giovane età le lettere, la filosofia e la teologia, nella quale si laureò. Noto soprattutto per la sua erudizione, fu definito dal filosofo Francesco Piccolomini, suo maestro, come una delle persone più erudite di quel secolo.
Il 22 agosto 1576 fu nominato vescovo di Grosseto, succedendo a Giacomo Mignanelli. Vescovo rigoroso ed energico, fu molto attivo a livello pastorale e diocesano, e rispettò sempre il principio della residenza, in un'epoca nella quale molti vescovi grossetani di origini senesi preferivano governare la diocesi visitandola occasionalmente da Siena. Come scrive lo storico Giovanni Antonio Pecci, Borghese fu anche per questo «d'esempio a cleri della di lui patria, e diocesi». Fece ampliare l'episcopio, che al tempo era situato nel palazzetto di fianco alla cattedrale, e ristrutturò a sue spese l'attigua sede della compagnia della Misericordia, che versava in precarie condizioni finanziarie.
Morì nel 1590 e fu sepolto nella cappella dell'Assunta della chiesa di Santo Spirito a Siena. Il suo monumento funebre era stato fatto erigere dal fratello Orazio Borghese, e l'iscrizione sulla tomba recitava: «Claudio Burghesio Episcopo Grossetano, in quo generis nobilitas, vitae integritas, omnes doctrinae copia, summaque in Gregem suum vigilantia adeo elucebat, et quid in eo potissimum esset non facile dignosceretur, Horatius Burghesius Fratri de se benemerito, optimo, carissimo, Monumentum hoc posuit. Obiit VIII Idus Septembris MDXC, vixit annos LVIII, M. I, Dies XVII.»